# گرگ تیلور
گرگ تیلور (انگلیسی: Greg Taylor؛ زادهٔ ۵ نوامبر ۱۹۹۷) بازیکن فوتبال اهل بریتانیا است.
از باشگاه‌هایی که در آن بازی کرده‌است می‌توان به باشگاه فوتبال سلتیک و باشگاه فوتبال کیلمارنوک اشاره کرد.
وی همچنین در تیم‌های ملی فوتبال زیر ۲۱ سال اسکاتلند، و اسکاتلند بازی کرده‌است.